# Pterolophia albovariegata
Pterolophia albovariegata là một loài bọ cánh cứng trong họ Cerambycidae.